# Seznam uměleckých realizací ve veřejném prostoru v Horních Počernicích
Seznam uměleckých realizací v Horních Počernicích v Praze 20 obsahuje tvorbu výtvarných umělců umístěnou ve veřejném prostoru v katastrálním území Horní Počernice. Seznam je řazen podle ulic a nemusí být úplný.

## Seznam uměleckých realizací
| Název                                | Fotografie                                                           | Lokace                                                         | Autor                                               | Rok  | Popis                                           | Poznámka                                                     |
| ------------------------------------ | -------------------------------------------------------------------- | -------------------------------------------------------------- | --------------------------------------------------- | ---- | ----------------------------------------------- | ------------------------------------------------------------ |
| Omne Vivum Ex Ovo                    | Kategorie „Omne Vivum Ex Ovo (Horní Počernice)“ na Wikimedia Commons | Běluňská 50°6′41,25″ s. š., 14°36′40,38″ v. d.                 | neuveden                                            |      | reliéf                                          | volný prostor                                                |
| Pítko                                | Kategorie „Pítko (Miloslav Hejný)“ na Wikimedia Commons              | Chodovická 2311/30 50°6′43,53″ s. š., 14°37′4,52″ v. d.        | Miloslav Hejný (1925–2013) ing. arch. Václav Hacmac | 1989 | pítko; mramor, bronz                            | nákupní centrum, chybí jeden ze dvou ptáčků                  |
| Reliéf                               |                                                                      | Chodovická 2311/30 50°6′44″ s. š., 14°37′4,09″ v. d.           | Jiří Kašpar                                         | 1990 | reliéf, pískovec                                | nákupní centrum                                              |
| Kostka                               | Kategorie „Kostka (Horní Počernice)“ na Wikimedia Commons            | Lhotská 50°6′41,05″ s. š., 14°36′16,51″ v. d.                  | neuveden                                            | 1989 | socha, pískovec                                 | volný prostor                                                |
| Úsvit                                | Kategorie „Úsvit (Josef Václav Schwarz)“ na Wikimedia Commons        | Lhotská 2071/1 50°6′43,09″ s. š., 14°36′6,11″ v. d.            | Josef Václav Schwarz                                | 1978 | socha, mramor                                   | před lékárnou                                                |
| Plastika "Odrazy" ve vodní ploše (†) |                                                                      | Mezilesí, před čp. 2060/4 50°6′43,57″ s. š., 14°36′1,78″ v. d. | Jiří Novák (1922–2010) Jiří Korec (1925–2004)       | 1983 | fontána, socha; kov, potaženo bronzovým plechem | plastika odstraněna kolem roku 2005, bazén roku 2009         |
| Ptáci                                | Kategorie „Ptáci (Martin Sladký)“ na Wikimedia Commons               | Olomoucká 50°6′34,17″ s. š., 14°38′16,41″ v. d.                | Martin Sladký (1920–2015)                           | 1984 | mozaika, kámen                                  | odpočivadlo na 3.km dálnice D11                              |
| Prameníky (1+1†)                     | Kategorie „Prameník (Arnošt Košík)“ na Wikimedia Commons             | Olomoucká 50°6′34,17″ s. š., 14°38′16,8″ v. d.                 | Arnošt Košík (1920–1990)                            | 1985 | prameník, žula                                  | odpočívadla na 3.km dálnice D11, dochovaný ve směru do Prahy |